# Katie Barberi

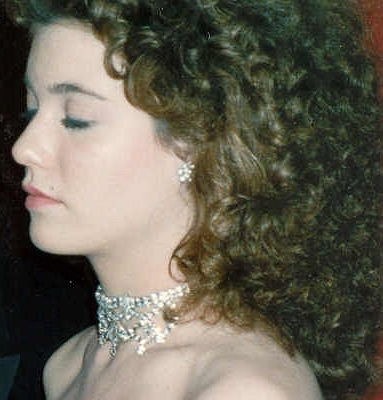
Katie Barberi (1989)

Katie Barberi (* 22. Januar 1972 in Saltillo) ist eine mexikanische Schauspielerin.

## Leben
Seit 1984 ist Barberi im Schauspielbereich tätig. Sie hatte zahlreiche Fernsehauftritte. So bekam sie die Hauptrolle der Miranda Narváez de Durán in der mexikanischen Telenovela Por tu amor. Des Weiteren war sie auch als Regina in der spanischen Fernsehserie Rebeca zu sehen.
Internationale Bekanntheit erlangte Barberi durch die Nebenrolle der Ursula van Pelt in der US-amerikanischen Fernsehserie Emma, einfach magisch!, die von 2014 bis 2015 lief. Ihr Schaffen umfasst mehr als 45 Produktionen.

## Filmografie (Auswahl)
- 1987: Die Schmuddelkinder (The Garbage Pail Kids Movie, Film)
- 1999: Por tur amor (Fernsehserie, 90 Episoden)
- 2003: Rebeca (Fernsehserie, 120 Episoden)
- 2010: Bella Calamidades (Fernsehserie, 136 Episoden)
- 2014–2015: Emma, einfach magisch! (Every Witch Way, Fernsehserie, 62 Episoden)
- 2023: Saw X